# Kilsberget
Kilsberget är en kulle och ett naturskyddsområde i Sjundeå i det finländska landskapet Nyland. Sjundeå kyrkliga samfällighet grundade ett naturskyddsområde på Kilsberget år 2024; ett 3,7 hektar stort område av Kilsberget. På Kilsberget finns en tidigare fredad ädelträdsdunge som ska omfattas av naturskyddsområdet. Dungen är även boplats för flygekorrar. Området skyddades enligt Metso-programmet.